# World Triathlon Corporation
La World Triathlon Corporation (WTC) est une société commerciale privée qui organise, promeut et licencie les triathlons Ironman, Ironman 70.3, Ironman 5150, Irongirl et Ironkid. La WTC est également propriétaire de nombreuses marques d'« Ironman » liées au triathlon et utilisées à la fois dans le cadre de ses séries de compétition, mais aussi dans la production et le vente de divers biens et services. Le nom de « Triathlon Ironman » dont elle est propriétaire est associé au triathlon Ironman originel d'Hawaï qui est devenu aujourd'hui le championnat du monde d'Ironman (« Ironman World Championships ») à Kailua-Kona dans l'archipel d'Hawaï.

## Histoire
En 1990, avec l'aide de Lew Friedland, le Dr James P. Gills, ancien triathlète, rachète la « Hawaï Triathlon Corporation », propriétaire de la marque Ironman, pour trois millions de dollars à Valérie Silk. Il établit dès lors la World Triathlon Corporation dans le but de promouvoir le triathlon et l'augmentation des primes pour les triathlètes. Ben Fertic, rejoint la WTC en 2000 pour développer les opérations commerciales. Il devient vice-président de la WTC en 2004. Durant son mandat, Ben Fertic contribue à la création d'Ironman en direct (Ironman Live), développe la présence en ligne des « Triathlons Ironman », et transforme la WTC en une société de production d'événements.
En 2008, la World Triathlon Corporation est achetée par « Providence Equity », une société de participation par titres pour un montant de 85 millions de dollars. Ben Fertic reste à la tête de l'entreprise. L'année suivante, au début de 2009, la WTC annonce l'acquisition des organisations Ironman basées aux États-Unis. Le 31 mai 2011, elle nomme Andrew Messick, chef de la direction de la World Triathlon Corporation, Ben Fertic restant membre en tant que président du Conseil d'administration
2015 voit le rachat du groupe pour un montant de 650 millions de dollars, par l'entreprise chinoise Dalian Wanda Group. Ce groupe financier chinois, spécialisé dans l’hôtellerie et le cinéma et sous le contrôle du milliardaire Dalian Wanda a décidé d'investir dans le sport au regard de l'attrait de ses compatriotes pour les pratiques sportives. En 2020, Wanda group étudie la cession de la WTC, et espère réaliser l'opération pour un cout d'un milliard de dollars.
Le 26 mars 2020, Advance Publications annonce l'acquisition du groupe Ironman auprès du groupe Dalian Wanda, avec Orkila comme co-investisseur. Dans le cadre de cet accord, Wanda exploiterait les événements en Chine dans le cadre d'un accord de licence. La vente est finalisée le 21 juillet 2020.

## Extension
Par une politique de fusion-acquisition que la WTC étend son emprise sur l’organisation d'Ironman de par le monde.
En février 2012 elle rachète USM événements, organisateur de triathlons en Australie à Geelong, Mooloolaba, et Noosa, ainsi que la course Sydney World Series Triathlon sous licence de l'Union Internationale de Triathlon (IUT). USM Événements est également l'organisateur d'une course à distance Ironman à Cairns en Australie appelée Défi Cairns Challenge (la marque Défi est un concurrent de la marque Ironman). Le rachat d'USM permit de mettre fin au contrat qui lie l'USM et Défi et de transformer ensuite l’événement en Ironman Cairns. L'achat aurait permis aussi à la WTC de prendre le contrôle d'une course sous égide de l'Union Internationale de Triathlon (IUT) avec la course Sydney WTS, mais les représentants du gouvernement de Nouvelle-Galles du Sud ont pris l'option de ne pas prolonger un accord pour poursuivre l'événement à Sydney en raison de l'investissement logistique et financier à maintenir pour celui-ci.
L'achat de USM événements permit cependant à la WTC de s'implanter dans la zone Asie-Pacifique et d'y développer le marché du triathlon.
En juin 2013, elle rachète YWC Sports, une société privée qui organise des triathlons et des événements sportifs d'endurance au Danemark. YWC Sport était sous contrat avec la marque Défi pour produire des courses longue distance de triathlon, le Défi de Copenhague et l'Aarhus Défi. Cependant, le PDG de Défi, Félix Walchshöfer ne voulant pas avoir la WTC producteur d'un événement de sa marque met fin à l'accord qui le lie à YWC indiquant que son rachat par la WTC constituait une violation de contrat. En conséquence, la course « Défi de Copenhague » sera rebaptisée « Ironman de Copenhague » et 50 places qualificatives seront offertes pour les championnats du monde Ironman 2013. Le « Défi Aarhus » est pour sa part, remplacé par « Ironman 70.3 d'Aarhus ».

## Logo et licences
La WTC détient les droits de propriété mondiale sur le nom Ironman dès lors qu'il est associé à des épreuves de triathlon. Les premiers pays à organiser des événements sous licence Ironman sont : le Canada, la Nouvelle-Zélande et l'Australie, dans les années 1980 ; ces compétitions serviront d'épreuves qualificatives pour le championnat du monde. Depuis, de nombreux événements de triathlon dans le monde sont organisés sous licence d'Ironman. La création de la série Ironman 70.3 en 2005 et la série 5150 depuis 2011 ont augmenté la diffusion mondiale de celle-ci.
Le logo Ironman est ainsi que le nom Ironman Triathlon et les autres marques connexes telles « 70.3 », « 146 » et « 5150 » servent aussi à la compagnie, pour la diffusion au travers de diverses sociétés, de gammes de produits dérivés, sportifs essentiellement. Un exemple est l'octroi de licence à Timex Group USA du logo Ironman Triathlon pour son utilisation dans la création d'une gamme de montres Ironman  qui inclut la série Timex Ironman Datalink : montres chronométrique, étanche, de type GPS.
En mars 2010, La World Triathlon Corporation annonce le lancement de la publication d'une revue de triathlon appelée « LAVA ». Le magazine a été conçu et publié par John Duke, ancien éditeur de Triathlète Magazine, puis vice-président chargé des ventes et des médias pour la WTC. Le magazine produit neufs numéros par an. Le nom de « Lava » est en référence à l'île hawaïenne où le Championnat Ironman se déroule chaque année. En 2011, le magazine a reçu le prix « Maggie » de la Western Publishing Association pour la « Meilleure photographie éditoriale dans un magazine de consommation ». La photographie était de Craig Alexander dans le premier numéro de LAVA,.
Lancé sous la direction de Ben Fertic, ancien PDG de la World Triathlon Corporation, Andrew Messick sous-directeur de la WTC choisit de concentrer les moyens de la compagnie sur la marque Ironman, ses compétitions et produits dérivés en s'éloignant de l'édition. En mai 2012, la WTC vend « LAVA » à un groupe d'investisseurs qui comprend le premier éditeur : John Duke. Heather Gordon devient le nouvel éditorialiste de la revue. Cette vente coïncide avec la fin de l’interdiction de vente en kiosque qui a duré pendant deux ans. Cette interdiction était le résultat d'un conflit entre la WTC et l'employeur précédent de John Duke, « Triathlète Magazine ». Après la vente, la revue« LAVA » établira une relation privilégiée avec la World Triathlon Corporation pour la publication officielle et exclusive des Ironmans.
En 2018, la compagnie signe un accord de partenariat avec la société de nutrition sportive Enervit. Cette dernière devient jusqu'en 2022 partenaire sur le circuit européen, africain et moyen-orientaux et pour une quarantaine d’événements.

## La fondation Ironman
En 2003, la WTC crée une fondation caritative. Elle est chargée de la collecte de fonds pour les divers programmes caritatifs qu'elle soutient, le plus souvent dans les villes organisatrices d’événements Ironman. Les recettes financières des accès additionnels (slots) pour le championnat du monde d'Ironman à kailua-Kona font partie des ressources qui alimentent les programmes qu'elle définit. Depuis sa création la fondation a financé pour 32 millions de dollars de programmes à vocation charitable ou humanitaire, principalement aux États-Unis.

### Les enchères
La WTC met quatre places aux enchères chaque année sur un site dédié Les enchères débutent à la mi-avril, une qualification est mise aux enchères chaque semaine pendant quatre semaines.

### La loterie
La loterie Ironman a commencé en 1983, grâce à la vision de l'un des fondateurs de l'Ironman, John Collins, afin d’offrir un moyen supplémentaire aux triathlètes de tous niveaux de se qualifier pour l'événement final de Kailua-kona. En 1990, la WTC ouvre la loterie aux athlètes du monde entier et depuis 2012, la société fait lotir 100 places pour les amateurs répartis par groupe d'âge, 100 places pour les vétérans des Ironmans et cinq places pour les athlètes handicapés physiques.

### Race For Free
Le programme de collecte Race for free, offre une place gratuite dans l'Ironman de son choix, en échange d'une collecte de fond de 3 000 dollars au profit de la fondation.

## Relation avec la Fédération internationale de triathlon (ITU)
En 2014, les relations entre l'ITU et la WTC se sont fortement dégradées. L'ITU ne reconnait pas les règles antidopage que propose l'AMA associée à la WTC et aux Ironmans, et reproche également à la WTC d'organiser des circuits de compétitions et des championnats sur des distances qui sont habituellement dévolues à l'ITU et aux fédérations nationales, telles la série 70.3 (équivalent de la distance L) et la série 5150 (équivalent de la distance M, qui est la distance de l'épreuve olympique), selon des règles d'arbitrages et de sécurité que la fédération internationale, n'approuve pas. C'est pourquoi l'ITU, lors de son congrès du 19 mai 2014, a retiré son agrément aux compétitions organisées par la World Triathlon Corporation. En juin 2014, l'ITU et la WTC, dans l’esprit d'une harmonisation globale des règles de pratique, ont entamé une série de rencontres afin d'établir des standards potentiellement approuvables en 2015. En février 2015 la direction de la WTC annonce la normalisation de ses règles de course avec celles de l'ITU qui s'appliquent désormais dans l’ensemble des compétitions qu'elle organise dans le monde.

## Voir Aussi